# Liste der Mitglieder der Rote Armee Fraktion
Die Liste enthält (mutmaßliche) Mitglieder der linksextremistischen terroristischen Vereinigung Rote Armee Fraktion (RAF), die von 1970 bis 1998 in der Bundesrepublik Deutschland existierte.
| Name                                     | Gen. | Geboren        | Gestorben                             | Haftzeit            | Bemerkung |
| ---------------------------------------- | ---- | -------------- | ------------------------------------- | ------------------- | --- |
| Susanne Albrecht                         | 2    | 1951           |                                       | 1990–1996           | War am Ponto-Mord 1977 und am Anschlag auf General Alexander Haig 1979 beteiligt, 1980 bis 1990 in der DDR untergetaucht. |
| Kay Werner Allnach                       | 1    | 1949           |                                       | 1974–1975           | Verhaftet am 4. Februar 1974 in Frankfurt am Main und zu zwei Jahren Haft verurteilt. In der Haft schwer erkrankt, Haftverschonung ab Januar 1975. |
| Brigitte Asdonk                          | 1    | 1947           |                                       | 1970–1982           | Gründungsmitglied, an der Baader-Befreiung und mehreren Banküberfällen beteiligt. |
| Ronald Augustin                          | 1    | 1949           |                                       | 1973–1980           | War seit 1971 Mitglied. |
| Andreas Baader                           | 1    | 1943           | 1977                                  | 1972–1977 (†)       | Gründungsmitglied und Anführer der ersten Generation, maßgeblich an den Kaufhausbrandstiftungen 1968 beteiligt, verübte 1972 mehrere Bombenattentate, 1977 zu lebenslanger Freiheitsstrafe verurteilt, starb 1977 durch Selbstmord. |
| Ingrid Barabaß                           | 2    | 1952           |                                       | 1980–1984 1985–1990 | Mitglied der Bewegung 2. Juni, unter anderem beteiligt an der Entführung von Walter Palmers. Am 5. Mai 1980 in Paris verhaftet und später an Deutschland ausgeliefert, in Frankfurt zu vier Jahren Haft verteilt. Später RAF-Mitglied, im August 1985 erneut verhaftet und zu vier Jahren und zehn Monaten Haft verurteilt. Auch in den 1990er Jahren weiter im RAF-Umfeld aktiv.                                                                                 |
| Ingeborg Barz                            | 1    | 1948           | Wahrscheinlich zwischen 1972 und 1975 | –                   | Seit 1972 vermisst. |
| Verena Becker                            | 2    | 1952           |                                       | 1977–1989 2009–2016 | War erst Mitglied der Bewegung 2. Juni. Wurde 1975 durch die Lorenz-Entführung freigepresst, schloss sich dann der RAF an. 1977 verhaftet und zu lebenslanger Haft verurteilt. 2012 wurde sie wegen ihrer Beteiligung an den Morden an Siegfried Buback und seinen Begleitern zu einer erneuten Haftstrafe von vier Jahren verurteilt. |
| Eberhard Becker                          | 1    | 1938           |                                       | 1974–1978           | Wahlverteidiger von Andreas Baader. Tauchte 1973 ab und wurde am 4. Februar 1974 in Hamburg gemeinsam mit anderen RAF-Mitgliedern verhaftet und zu viereinhalb Jahren Haft verurteilt. |
| Henning Beer                             | 2    | 1958           |                                       | 1990–1995           | Bruder von Wolfgang Beer, war von 1982 bis 1990 in der DDR untergetaucht. 1990 nach Jugendstrafrecht zu sechs Jahren Haft verurteilt. |
| Wolfgang Beer                            | 2    | 1953           | 1980                                  | 1974–1978           | Mitglied ab 1973, 1980 tödlich verunglückt. |
| Monika Berberich                         | 1    | 1942           |                                       | 1970–1988           | Gründungsmitglied der RAF, war an der Baader-Befreiung und Bankrauben beteiligt. 1976 aus dem Frauengefängnis Lehrter Straße in Berlin ausgebrochen, zwei Wochen später erneute Verhaftung. |
| Peter-Jürgen Boock                       | 2    | 1951           |                                       | 1981–1998           | Mitglied 1974 bis 1980, baute einen Raketenwerfer für den Anschlag auf die Bundesanwaltschaft 1977, Beteiligung an der versuchten Entführung und Ermordung von Jürgen Ponto und an der Entführung und Ermordung von Hanns Martin Schleyer 1977, bereitete die Entführung des Flugzeugs „Landshut“ mit vor, 1984/1986 mehrfach zu lebenslänglichen Freiheitsstrafen verurteilt.                                                                                    |
| Waltraud Boock geb. Liewald              | 2    | 1951           |                                       | 1976–1987           | Seit 1973 mit Peter-Jürgen Boock verheiratet. An verschiedenen Aktionen der RAF beteiligt. Bei einem Banküberfall in Wien festgenommen und 1977 zu zwölf Jahren und sechs Monaten Gefängnis verurteilt. |
| Bernhard Braun                           | 1    | 1946           |                                       | 1972–1976           | Freund von Brigitte Mohnhaupt. Gemeinsam mit dieser im Juni 1972 verhaftet und zu vier Jahren und sechs Monaten Haft verurteilt. |
| Sigurd Debus                             | 1    | 1942           | 1981                                  | 1975–1981 (†)       | Die Mitgliedschaft in der RAF ist nicht belegt, trotz seiner Beteiligung an RAF-Hungerstreiks und seiner Erwähnung in der RAF-Abschiedserklärung. Seine Verurteilung erfolgte u. a. wegen Gründung einer terroristischen Vereinigung. Möglicherweise wollte er eine unabhängige terroristische Stadtguerilla aufbauen. Beging Banküberfall, war im Besitz von Sprengstoff, starb nach Hungerstreik und erfolgter Zwangsernährung,                                 |
| Karl-Heinz Dellwo                        | 2    | 1952           |                                       | 1977–1995           | War an der Geiselnahme und den Morden in Stockholm beteiligt, wurde 1977 zu zweifacher lebenslänglicher Haft verurteilt. |
| Gisela Dutzi                             | 2    |                |                                       | 1984–?              | Verurteilt zu acht Jahren Haft als „Logistikerin“ der RAF. Später Herausgeberin eines Briefwechsels von Christa Eckes und Hüseyin Çelebi. |
| Elisabeth von Dyck                       | 2    | 1950           | 1979                                  | –                   | 1975 kurzzeitig wegen Waffenschmuggels in Haft, wurde 1979 in Nürnberg von der Polizei erschossen, als sie sich einer erneuten Festnahme widersetzte. |
| Christa Eckes                            | 2    | 1950           | 2012                                  | 1974–1981 1984–1991 | Wegen schweren Raubes und Mitgliedschaft mehrfach verurteilt. 2011 hob der Bundesgerichtshof die Anordnung der Beugehaft gegen sie wegen Verweigerung der Aussage im Prozess gegen Verena Becker als unverhältnismäßig auf. |
| Gudrun Ensslin                           | 1    | 1940           | 1977                                  | 1972–1977 (†)       | Gründungsmitglied mit leitender Funktion, mit Andreas Baader liiert, beging 1968 zwei Brandanschläge, war an mehreren Bombenanschlägen beteiligt, starb durch Suizid. |
| Barbara Ernst                            | 3    |                |                                       | 1984–1988           | Nach ihrer Entlassung aktiv in einer Gruppe von „ehemaligen Gefangenen aus der RAF“. Trat bei Solidaritätsveranstaltungen für die Hungerstreikenden 1989 als Rednerin auf. |
| Knut Folkerts                            | 2    | 1952           |                                       | 1977–1995           | Am Mord von Generalbundesanwalt Siegfried Buback beteiligt, tötete einen Polizisten, wurde zu zweimal lebenslanger Freiheitsstrafe verurteilt. |
| Ralf Friedrich                           | 2    | 1946           |                                       | 1992–?              | seit 1977 Mitglied der RAF, tauchte 1980 in der DDR unter, wo er Sigrid Sternebeck heiratete. |
| Burkhard Garweg                          | 3    | 1968           |                                       | flüchtig            | Ging etwa 1990 in den Untergrund. Ihm wird die Mitgliedschaft in einer terroristischen Vereinigung vorgeworfen. Zusammen mit Daniela Klette, Ernst Volker Staub und anderen soll er am Sprengstoffanschlag gegen die JVA Weiterstadt beteiligt gewesen sein. Nach ihm wird bis heute gefahndet. |
| Angelika Goder                           | 2    | 1950           |                                       | 1978–1989           | Gehörte der Bewegung 2. Juni an. Mehrere Banküberfälle, Fluchthilfe u.a für Inge Viett und Gefangenenbefreiung von Till Meyer. 1978 mit Meyer und Gabriele Rollnik in Bulgarien festgenommen. 1982 Anschluss an die RAF. Zu 15 Jahren Haft verurteilt und 1989 wegen Haftunfähigkeit vorzeitig entlassen. |
| Irene Goergens                           | 1    | 1951           |                                       | 1971–1977           | Gründungsmitglied der RAF. Sie war an der Befreiung von Andreas Baader beteiligt. |
| Wolfgang Grams                           | 3    | 1953           | 1993                                  | –                   | Zunächst Unterstützer der RAF, dann ab 1984 aktives Mitglied, Beteiligung an der Ermordung Rohwedders 1991. Bei der versuchten Festnahme in Bad Kleinen erschoss Grams einen Polizisten und beging Suizid. |
| Manfred Grashof                          | 1    | 1946           |                                       | 1972–1991           | Schloss sich 1970 der RAF an. Erschoss 1972 den Polizisten Hans Eckhardt (50), danach verhaftet und zu lebenslanger Haft verurteilt. |
| Wolfgang Grundmann                       | 1    | 1948           |                                       | 1972–1976           | Schloss sich 1970 der RAF an. Er wurde gemeinsam mit Manfred Grashof verhaftet und wegen Mitgliedschaft in einer terroristischen Vereinigung verurteilt. |
| Eric Grusdat                             | 1    | 1936           |                                       | 1970–1973           | War vor allem für die Fahrzeugbeschaffung in der ersten Generation zuständig, wegen Bankraubes von 1970 inhaftiert. |
| Siegfried Haag                           | 2    | 1945           |                                       | 1976–1987           | 1972 Anwalt von Andreas Baader. Später auch von Holger Meins. Ab 1975 Mitglied und Führungsperson der zweiten Generation. Rekrutierte mehrere Mitglieder. An den Vorbereitungen zur Geiselnahme von Stockholm beteiligt. |
| Katharina Hammerschmidt                  | 1    | 1943           | 1975                                  | 1972–1975 (†)       | In der Haft erkrankte sie an Krebs, an dem sie 1975 verstarb. Dem Land Berlin wurde wegen „schuldhafter Verletzung der Amtspflicht“ eine Mitschuld an ihrem Tod zugeschrieben. |
| Manuela Happe                            | 2    | 1956           |                                       | 1986–1995           | Wurde in Deizisau (Landkreis Esslingen) festgenommen und im März 1986 zu 15 Jahren Haft wegen Mitgliedschaft in einer terroristischen Vereinigung und versuchten Mordes an Polizisten verurteilt. |
| Eva Haule                                | 3    | 1954           |                                       | 1986–2007           | Überfiel 1984 ein Waffengeschäft und versuchte im gleichen Jahr einen Bombenanschlag auf die NATO-Schule in Oberammergau zu verüben, ermordete 1985 einen US-Soldaten, beteiligt am Sprengstoffanschlag auf die Rhein-Main Air Base in Frankfurt, zu lebenslanger Freiheitsstrafe verurteilt. |
| Siegfried Hausner                        | 2    | 1952           | 1975                                  | –                   | Mitglied ab 1974, 1975 an der Geiselnahme von Stockholm beteiligt, starb an den Folgen einer von ihm selbst ausgelösten Bombenexplosion. |
| Rolf Heißler                             | 1/2  | 1948           | 2023                                  | 1971–1975 1979–2001 | War von 1968 bis 1970 mit dem RAF-Mitglied Brigitte Mohnhaupt verheiratet. Verübte 1971 einen Banküberfall, wofür er zu einer sechsjährigen Freiheitsstrafe verurteilt wurde, 1975 durch die Lorenz-Entführung freigepresst, erschoss 1978 zwei niederländische Zollbeamte, dafür zu lebenslanger Freiheitsstrafe verurteilt. |
| Monika Helbing                           | 2    | 1953           |                                       | 1990–1995           | War an der Schleyer-Entführung 1977 beteiligt, 1980 ging sie in die DDR und lebte zehn Jahre unerkannt in Frankfurt (Oder), nach Kronzeugenregelung zu sieben Jahren verurteilt. Ehefrau des mutmaßlichen RAF-Mitglieds Ekkehard Freiherr von Seckendorff-Gudent. |
| Marianne Herzog                          | 1    | 1939           |                                       | 1971                | Ihre Wohnung war mehrmals Treffpunkt der Gruppenmitglieder, 1971 vorübergehend verhaftet. |
| Birgit Hogefeld                          | 3    | 1956           |                                       | 1993–2011           | War am Mord des US-Soldaten Edward Pimental, am Sprengstoffanschlag auf die Rhein-Main Air Base, am Attentat auf den Finanzstaatssekretär Hans Tietmeyer beteiligt, bei dem GSG-9-Einsatz in Bad Kleinen verhaftet. |
| Sieglinde Hofmann                        | 2    | 1945           |                                       | 1980–1999           | Beteiligt am Anschlag auf das Gebäude der Bundesanwaltschaft, dem Anschlag auf den NATO-Oberbefehlshaber Alexander Haig, an der Ermordung Jürgen Pontos und der Schleyer-Entführung. Zu lebenslanger Freiheitsstrafe verurteilt. |
| Werner Hoppe                             | 1    | 1949           |                                       | 1971–1979           | War „Autoknacker“, bei der Verhaftung leistete er bewaffneten Widerstand und wurde wegen versuchten Totschlags verurteilt. |
| Ingrid Jakobsmeier                       | 2    | 1953 oder 1954 |                                       | 1984–1994           | 1984 verurteilt wegen Mitgliedschaft, 1993, eine Woche vor ihrer anstehenden Haftentlassung, erneut verurteilt u.a wegen Beteiligung am Sprengstoffanschlag auf das NATO-Hauptquartier in Ramstein. Die „Doppelbestrafung“ löste öffentliche und juristische Diskussionen aus. |
| Klaus Jünschke                           | 1    | 1947           |                                       | 1972–1988           | 1971 mit sechs anderen RAF-Mitgliedern an einem Banküberfall auf die Bayerische Hypotheken- und Wechselbank in Kaiserslautern beteiligt. Der Polizist Herbert Schoner wurde bei diesem Überfall erschossen. Mit Irmgard Möller in Offenbach festgenommen. Am 2. Juni 1977 zu lebenslanger Haft verurteilt. |
| Christian Klar                           | 2    | 1952           |                                       | 1982–2008           | War seit 1976 Mitglied der RAF, und 1985 u. a. wegen gemeinschaftlichen Mordes an Buback, Ponto und Schleyer zu fünfmal lebenslanger Freiheitsstrafe verurteilt. |
| Daniela Klette                           | 3    | 1958           |                                       | seit 2024           | Wird verdächtigt, bei mindestens zwei Anschlägen und einem Überfall mitgewirkt zu haben. Am 27. Februar 2024 verhaftet. |
| Michael Knoll                            | 2    | 1957           | 1978                                  | –                   | War Mitglied der zweiten Generation, starb an den Folgen eines Schusswechsels mit der Polizei. |
| Friederike Krabbe                        | 2    | 1950           |                                       | –                   | Mutmaßlich an der Schleyer-Entführung beteiligt. Ihr heutiger Aufenthaltsort ist unbekannt. |
| Hanna Krabbe                             | 2    | 1945           |                                       | 1977–1996           | War an der Geiselnahme in der deutschen Botschaft in Stockholm 1975 beteiligt, wurde zu lebenslanger Haftstrafe verurteilt. |
| Christine Kuby                           | 2    | 1957           |                                       | 1978–1995           | Schoss am 21. Januar 1978 in einer Apotheke in Hamburg auf zwei Polizisten, nachdem sie versucht hatte, mit gefälschten Rezepten große Mengen Schmerzmittel zu beschaffen, wurde 1979 zu lebenslanger Haft verurteilt. |
| Werner Lotze                             | 2    | 1952           |                                       | 1990–?              | Ab 1978 Mitglied, tauchte 1980 bis 1990 in der DDR unter, wurde 1991 zu zwölf Jahren Haft verurteilt und später entlassen. Machte umfangreiche Angaben im Rahmen der Kronzeugenregelung. |
| Angela Luther                            | 1    | 1940           | verschollen                           | –                   | Ab 1971 Mitglied, tauchte ab, seit 1972 verschollen, wird gesucht. |
| Horst Mahler                             | 1    | 1936           | 2025                                  | 1970–1980           | Gründungsmitglied, 1970 verhaftet und zu 14 Jahren verurteilt. Nach Haftentlassung Wandlung zum Rechtsradikalen. |
| Silke Maier-Witt                         | 2    | 1950           |                                       | 1990–1995           | War ab 1977 Mitglied, an der Schleyer-Entführung beteiligt, ab 1980 lebte sie unter falschem Namen in der DDR. 1990 verhaftet und zu sechs Jahren verurteilt. |
| Ulrike Meinhof                           | 1    | 1934           | 1976                                  | 1972–1976 (†)       | War Journalistin und Gründungsmitglied. Im Mai 1970 nahm sie an der Baader-Befreiung teil. 1972 an dem Bombenanschlag auf das Gebäude des Axel Springer Verlages beteiligt. 1972 verhaftet, 1974 zu acht Jahren Freiheitsstrafe verurteilt. 1976 erhängte sie sich in ihrer Zelle in der JVA Stuttgart. |
| Holger Meins                             | 1    | 1941           | 1974                                  | 1972–1974 (†)       | Gründungsmitglied, war 1972 an Anschlägen auf US-amerikanische Einrichtungen in Frankfurt und Heidelberg beteiligt, zusammen mit Andreas Baader und Jan-Carl Raspe verhaftet, starb 1974 an den Folgen eines Hungerstreiks im Gefängnis. |
| Horst Ludwig Meyer                       | 3    | 1956           | 1999                                  | –                   | Wurde verdächtigt, zur Kommandoebene gehört zu haben und am Mordanschlag auf Karl Heinz Beckurts 1986 beteiligt gewesen zu sein, starb bei einem Feuergefecht mit der österreichischen Polizei. |
| Brigitte Mohnhaupt                       | 2    | 1949           |                                       | 1972–1977 1982–2007 | War von 1971 an Mitglied und half bei der Organisation, Logistik und Waffenbeschaffung. 1972 wurde sie verhaftet und zu einer fünfjährigen Haftstrafe verurteilt. Kurz nach ihrer Entlassung 1977 wurde sie zur Führungsperson der zweiten Generation, ermordete den Bankier Jürgen Ponto. Sie gilt als Bindeglied zur ersten Generation. 1981 beteiligte sie sich am Attentat auf den US-General Frederick Kroesen. Zu fünfmal lebenslänglicher Haft verurteilt. |
| Irmgard Möller                           | 1    | 1947           |                                       | 1972–1995           | Ab 1971 Mitglied, 1979 wegen dreifachen Mordes zu lebenslänglicher Freiheitsstrafe verurteilt. Möller ist die einzige Überlebende der Todesnacht von Stammheim von 1977. |
| Gerhard Müller                           | 1    | 1948           |                                       | 1972–1978           | War ab 1971 Mitglied, trat 1975 im Stammheim-Prozess als Kronzeuge der Bundesanwaltschaft auf, zu zehn Jahren Haft verurteilt. |
| Juliane Plambeck                         | 2    | 1952           | 1980                                  | –                   | War ursprünglich ein Mitglied der Bewegung 2. Juni. Beteiligt an der Lorenz-Entführung, wurde sie 1975 verhaftet. 1976 floh sie mit anderen aus dem Gefängnis, verunglückte tödlich bei einem Autounfall 1980. |
| Helmut Pohl                              | 2    | 1943           | 2014                                  | 1974–1979 1984–1998 | 1984 wegen Beteiligung an einem Sprengstoffanschlag auf das US-Hauptquartier in Ramstein zu lebenslanger Haft verurteilt. |
| Rolf Pohle                               | 1    | 1942           | 2004                                  | 1971–1975 1976–1982 | Gehörte zunächst der APO an und war AStA-Vorsitzender der Uni München, 1974 wegen Mitgliedschaft in der RAF zu sechseinhalb Jahren Haft verurteilt, 1975 durch die Lorenz-Entführung freigepresst, 1976 erneut verhaftet, starb 2004 an Krebs. |
| Astrid Proll                             | 1    | 1947           |                                       | 1971–1974 1978–1980 | Gründungsmitglied, unter anderem an der Baader-Befreiung beteiligt. Einziges RAF-Mitglied, das wegen Verhandlungsunfähigkeit, verursacht durch die Haftbedingungen, auf freien Fuß gesetzt wurde. Tauchte darauf in Großbritannien unter, wurde vier Jahre später enttarnt, festgenommen und an die Bundesrepublik Deutschland ausgeliefert. |
| Jan-Carl Raspe                           | 1    | 1944           | 1977                                  | 1972–1977 (†)       | Gründungsmitglied, wurde im Juni 1972 mit Baader und Meins in Frankfurt verhaftet, 1975 zu lebenslanger Haft verurteilt, starb durch Suizid. |
| Bernhard Rössner                         | 2    | 1946           |                                       | 1975–1993           | War an der Geiselnahme von Stockholm beteiligt. |
| Karl-Heinz Ruhland                       | 1    | 1938           |                                       | 1970–1974           | Wurde der erste Kronzeuge. |
| Petra Schelm                             | 1    | 1950           | 1971                                  | –                   | Wurde bei ihrer versuchten Festnahme in Hamburg erschossen. |
| Margrit Schiller                         | 1    | 1948           |                                       | 1971–1973 1974–1979 | Ging 1985 nach Kuba ins Exil. |
| Gert Schneider                           | 2    | 1948           |                                       | 1977–1987           | Lebte seit September 1977 im Untergrund und wurde gemeinsam mit Christof Wackernagel in Amsterdam verhaftet. 1980 zu 15 Jahren Haft verurteilt. |
| Ingrid Schubert                          | 1    | 1944           | 1977                                  | 1970–1977 (†)       | Gründungsmitglied, war an der Befreiung von Andreas Baader und mehreren Banküberfallen beteiligt, 1970 zu 13 Jahren Haft verurteilt, starb 1977 durch Suizid in der Haft. |
| Adelheid Schulz                          | 2    | 1955           |                                       | 1982–1998           | War an der Ermordung von Buback und seiner Begleiter im April 1977 sowie an der Schleyer-Entführung im Herbst 1977 maßgeblich beteiligt. 1985 zu dreimal lebenslänglicher Freiheitsstrafe verurteilt. |
| Ekkehard Freiherr von Seckendorff-Gudent | 2    | 1940           |                                       | –                   | Gesucht u. a. wegen Teilnahme an einem Banküberfall in Würzburg 1984. Untergetaucht in der DDR und dortige Arbeit als Arzt. Nach der Wiedervereinigung aufgrund der Verjährung der RAF-Mitgliedschaft („RAF-Sanitäter“) hierfür juristisch nicht belangt. Ehemann der RAF-Terroristin Monika Helbing. |
| Ingrid Siepmann                          | 1    | 1944           | um 1982                               | –                   | War zunächst Mitglied der Bewegung 2. Juni, 1974 wegen Banküberfällen zu 13 Jahren Haft verurteilt. 1975 gegen Peter Lorenz ausgetauscht. Anschließend soll sich Siepmann der RAF angeschlossen haben. Soll 1982 im Libanon-Krieg ums Leben gekommen sein. Der Haftbefehl gegen sie wurde inzwischen aufgehoben. |
| Günter Sonnenberg                        | 2    | 1954           |                                       | 1977–1992           | War an der Ermordung des Generalbundesanwalts Siegfried Buback und seiner zwei Begleiter 1977 beteiligt, am 3. Mai 1977 schwer verletzt verhaftet, am 26. April 1978 zu zweimal lebenslänglich verurteilt. |
| Angelika Speitel                         | 2    | 1952           |                                       | 1978–1989           | An der Schleyer-Entführung beteiligt, 1979 wegen Mordes verurteilt. |
| Volker Speitel                           | 1/2  | 1950           |                                       | 1977–1979           | Seit 1975 u. a. als Kurier tätig. Sagte gegen die RAF-Kommandoebene aus und wurde am 14. Dezember 1977 zu drei Jahren und zwei Monaten Haft verurteilt. |
| Ernst-Volker Staub                       | 3    | 1954           |                                       | flüchtig            | Gilt als eines der letzten gesicherten Mitglieder der RAF-Kommandoebene. War am 20. Juli 1999 am Überfall auf einen Geldtransport in Duisburg und am Sprengstoffanschlag auf die JVA Weiterstadt beteiligt. Nach ihm wird bis heute gefahndet. |
| Ilse Stachowiak                          | 1    | 1954           |                                       | 1971 1974–1978      | 1971 drei Monate in Untersuchungshaft, wurde 1976 zu viereinhalb Jahren Jugendstrafe verurteilt, trat nach ihrer vorzeitigen Haftentlassung nicht mehr in Erscheinung. |
| Sigrid Sternebeck                        | 2    | 1949           |                                       | 1990–?              | War seit 1977 Mitglied. Beteiligt am Mordanschlag auf Alexander Haig und an der Ermordung Schleyers, flüchtete sie 1980 in die DDR, wo sie Ralf Friedrich heiratete. 1992 zu acht Jahren Haft verurteilt. |
| Willy Peter Stoll                        | 2    | 1950           | 1978                                  | –                   | Am 1. Juli 1977 mit Knut Folkerts an einem Überfall auf ein Waffengeschäft in Frankfurt beteiligt, an der Entführung Schleyers beteiligt, bei Festnahmeversuch erschossen. |
| Lutz Taufer                              | 2    | 1944           |                                       | 1977–1996           | War an der Geiselnahme von Stockholm beteiligt. |
| Inge Viett                               | 2    | 1944           | 2022                                  | 1990–1997           | Wechselte 1980 von der Bewegung 2. Juni zur RAF, schoss 1981 in Paris auf einen Polizisten. Viett floh 1982 in die DDR. 1992 wurde sie zu 13 Jahren Haft verurteilt. |
| Christof Wackernagel                     | 2    | 1951           |                                       | 1977–1987           | 1980 zu 15 Jahren Haft verurteilt. Seit Haftentlassung wieder als Schauspieler tätig. |
| Rolf Clemens Wagner                      | 2    | 1944           | 2014                                  | 1979–2003           | War 1977 an der Schleyer-Entführung beteiligt, verübte 1979 einen Sprengstoffanschlag, wurde verhaftet und 1985 zu zweimal lebenslänglich verurteilt. |
| Ulrich Wessel                            | 2    | 1946           | 1975                                  | –                   | War an der Geiselnahme von Stockholm beteiligt, wo er durch eine Fehlzündung einer Bombe starb. |
| Stefan Wisniewski                        | 2    | 1953           |                                       | 1978–1999           | War an der Schleyer-Entführung beteiligt, 1981 zu lebenslänglicher Haft verurteilt. |